# Vəng (İsmayıllı)
Vəng è un comune dell'Azerbaigian situato nel distretto di İsmayıllı. Conta una popolazione di 400 abitanti.